# Tellef Wagle
Tellef Kristian Wagle (ur. 16 lipca 1883 w Porsgrunn, zm. 2 grudnia 1957 w Oslo) – norweski żeglarz, olimpijczyk, zdobywca złotego medalu w regatach na Letnich Igrzyskach Olimpijskich w 1920 roku w Antwerpii.
Na Letnich Igrzyskach Olimpijskich 1920 zdobył złoto w żeglarskiej klasie klasie 8 metrów (formuła 1907). Załogę jachtu Irene tworzyli również Thorleif Holbye, Alf Jacobsen, Kristoffer Olsen i Carl Ringvold.